# Nerinides cantabra
Nerinides cantabra är en ringmaskart som beskrevs av Rioja 1919. Nerinides cantabra ingår i släktet Nerinides och familjen Spionidae.
Artens utbredningsområde är Nordsjön. Inga underarter finns listade i Catalogue of Life.